# Карташёвы
Карташёвы (Карташовы) — русские дворянские роды, преимущественно татарского происхождения.

## Происхождение и история рода
Наиболее известный в имперские времена род происходит от выходца из Золотой Орды татарского мурзы Акмая Картыша (конец XVI века), владевшего небольшим поместьем по р. Ишейка. В XVII веке многие Карташёвы служили стольниками и стряпчими. Максим Карташёв был воеводой в Воронеже (1677). Иван Григорьевич Карташёв, генерал-поручик, был комендантом в Москве (1750).
Другой род — от лейб-кампанца Корнея Карташёва (ум. 1752), происходившего из крестьян Вяземского уезда Смоленской губернии, жалованного Высочайшим указом императрицы Елизаветы Петровны в потомственное Российской империи дворянское достоинство за активное участие в дворцовом перевороте 1741 года. Вероятно, Корней Карташёв имел только дочерей и на нём этот род пресёкся.
Ещё один род происходит от майора Василия Львовича Карташева (1822-?), происхождением из мещан, возведённого в потомственное дворянство в 1847 году, записанного в родословные книги Казанской губернии (II часть) и имевшего владения в Свияжском уезде.
В III часть родословной книги Рязанской губернии включён род надворного Ивана Дмитриевича Карташова (1832-?), происхождением из духовного сословия (сын диакона), служившего по судебной части и возведённого в потомственное дворянство в 1892 году.
В XVI—XVII веках также известен род или несколько родов детей боярских Карташёвых (Карташовых, Кортошёвых), имевших поместья или вотчины в Костромском, Казанском, Белёвском, Елецком, Тобольском и других уездах. К одному из этих родов относился деятель Смутного времени дьяк Истома Карташёв (ум. 1612). Генеалог-любитель А. С. Карташов предполагал общее происхождение этих родов и возводил их к династии псковских бояр и посадников Картачевых, видимо оказавшихся после присоединения Пскова в 1510 году на московской службе. В XVIII веке большинство потомков этих родов перешли в сословие однодворцев.
В современной орфографии часто встречается вариант написания фамилии через «о» (Карташовы) или (Корташовы). Основой этой фамилии может служить тюркское слово («qardas»), которое дословно переводится как «единоутробник», применяемое в значении «брат» и могло быть использовано как прозвище Картыш, впоследствии образовавшее фамилию. Интересно, что фамилий, образованных от прозвищ на (-ашов,-ашев) не так уж и много. Любопытен перевод фамилии с татарского, в переносном смысле означающий — «друг», «товарищ», что во многом подтверждает версию происхождения фамилии от прозвища.
Рода Карташёвых внесены в родословные книги Тульской губернии (VI часть), Казанской (II часть), Рязанской (III часть), Курской, Московской, Смоленской, Тверской губерний, Области войска Донского.

## Описание герба
Щит, разделённый перпендикуляром на две части, из которых в правой, в чёрном поле, между тремя серебряными пятиугольными звездами, изображено золотое стропило с означенными на нём тремя гранатами натурального цвета. В левой же части щита — в зелёном по сторонам дугами вырезанном поле три зрелые хлебные колоса, положенные наподобие сваи.
Гербовый щит увенчан обыкновенным дворянским шлемом, на котором положена гренадерская лейб-кампанская шапка с страусовыми перьями красного и белого цвета. По сторонам же шапки в нашлемнике помещены два чёрные орлиные крыла и на каждом из них по три серебряных звезды.
Намёт на гербе зелёного и чёрного цвета, подложенный с правой стороны серебром, а с левой — золотом. Герб Карташева внесён в Часть 1 Общего гербовника дворянских родов Всероссийской империи, стр. 99.

## Известные представители
- Карташёв Истома — дьяк, воевода в Вологде (1611).
- Карташёв Гаврила — дьяк, воевода в Астрахани (1620).
- Карташёв Василий Михайлович — стряпчий (1658—1676), стольник (1677—1692).
- Карташёв Максим Михайлович — стольник (1658—1686), воевода в Воронеже (1677—1679).
- Карташёвы: Пётр Гаврилович, Григорий Иванович, Семён, Никифор, Осип, Матвей и Иван Михайловичи — стряпчие (1683—1692).
- Карташёв Степан Васильевич — стольник царицы Прасковьи Фёдоровны (1686—1692).
- Карташёв Яков Васильевич — стольник (1686—1692)
- Карташёв Иван Семёнович — московский дворянин (1692).[3][4].
- Картышев Сергей Викторович — дворянин Пермского, а затем Отакара-Ярышевского округа (1963[уточнить])